# S/S Stureborg
S/S Stureborg var ett svenskt ångfartyg som under andra världskriget bombades och förliste. Fartyget hade under cirka två år innan den sista resan gått med spannmål till det nödlidande grekiska folket. I Haifa och Alexandria lastades spannmål och andra livsmedel för att sedan skeppas till Grekland. Det var Röda Korset som satte igång denna räddningsaktion och flera fartyg hyrdes in mestadels med svenska besättningar. Det var under ständigt hot som fartygen trafikerade Medelhavet och dessa fick försöka hålla kontakt via radio med de stridande nationerna för att inte bli angripna. Fartygen hade stora röda kors målade på sidorna och förde neutrala flaggor.
Morgonen den 9 juni 1942 blev ändå S/S Stureborg angripet av italienska Capronibombare. Fartyget sjönk omedelbart sedan det hade torpederats och bombats och av besättningen på 21 man lyckades 10 man rädda sig upp på en flotte, anfallet skedde någonstans sydväst om Cypern på väg mot Haifa. Dessa 10 överlevande drev sedan sakta mot Brittiska Palestinamandatets kust i tre veckor och dog under stort lidande en efter en när dricksvattnet tog slut. S/S Stureborgs öde skulle varit okänt om inte det hade varit för att en överlevande portugisisk sjöman påträffades liggande nästan död på flotten i strandlinjen utanför Gaza den 28 juni, sjömannen kunde efter sjukhusvård vittna om händelsen. Besättningen bestod av kapten John M. Persson och hans manskap: 15 svenskar, 1 egyptier, 1 schweizisk rödakorstjänsteman och tre portugiser.
S/S Stureborg av Landskrona var byggt i Sunderland på 1880-talet och ägdes av Rederi Ab Stureborg.
Ett minnesmärke finns på Landskrona kyrkogård.